# Campus & City Radio St. Pölten
Campus & City Radio St. Pölten ist ein studiengangs-übergreifendes Ausbildungsradio der Fachhochschule St. Pölten in Österreich, das nach dem Grundsatz der freien Radios Österreich arbeitet. Gemäß diesem Grundsatz ist Campus & City Radio 94.4 als nicht-kommerzieller Betrieb anzusehen, dem es nicht gestattet ist, parteipolitisch zu agieren. Campus & City Radio 94.4 ist der erste und einzige terrestrische Studentensender in Österreich. Campus & City Radio 94.4 ist Mitglied im Verband Freier Rundfunk Österreich (VFRÖ).

## Geschichte
Im Frühjahr 2001 richteten Studierende des Studiengangs Telekommunikation und Medien das Webradio FH-Radio ein. Wenige Monate später, im Oktober 2001 fand ein Relaunch unter dem Namen phon statt. Gleichzeitig entstand die Idee, einen terrestrischen Radiosender zu gründen. Damit diese Idee in die Tat umgesetzt werden konnte, gründeten Andreas Hasenzagl, Matthias Stadler, Martin Holovlasky und Christian Jungwirth im März 2002 den Verein zur Schaffung und zum Betrieb von unabhängigen Fachhochschulradios St. Pölten. Am 30. April 2002 startete der Sendebetrieb des terrestrischen Ausbildungsradios unter dem Namen FH-Radio 94.4. Genau ein Jahr später, am 30. April 2003 fand ein weiterer Neustart unter neuem Logo und dem neuen Namen Campus Radio 94.4 statt. Um die Studierenden auf die freiwillige Mitarbeit einzustellen, wurde im Oktober 2003 die Jobrotation als Ausbildungsgrundlage eingeführt. Im November 2005 strukturierte man die Organisation von Campus Radio 94.4 um und bestellte Alexander Hovorka als Geschäftsführer des Vereins. Im August 2010 übernahm Klaus Temper die Funktion als Obmann des Vereins.
2009 wurde das Radio erneut umstrukturiert und das Projekt "Mira" gestartet, das Bürgern der Stadt St. Pölten einen offenen Zugang zu den Medien ermöglichte. Die Leitung übernahm Alois Huber.
Aus dem Projekt Mira entwickelte sich im Jahr 2010 das "City Radio", das zu in einer Umbenennung des Sendernamens in "Campus & City Radio St. Pölten" führte.
2011 übernahm Ewald Volk die wirtschaftliche Leitung des Campus & City Radios.

## Organisation
Der Herausgeber von Campus & City Radio St. Pölten ist der Verein Campus Radio St. Pölten. Diesem steht ein Vorstand aus sechs Mitgliedern vor.

### Programm
Das Programmteam ist zuständig für:
- Moderatoren & Sendungen
- Moderatorencasting
- Studioeinschulungen
- Sendeplanerhaltung

Dieses Team versorgt die Moderatoren mit dem Know-how für den Umgang mit Technik und Sozialer Kompetenz zum Moderieren. Eine weitere Aufgabe ist es, darauf zu achten, dass Sendungen eingehalten werden und sich alle Moderatoren gemäß der Studioordnung verhalten. Es gibt regelmäßige Evaluierungen, um den Hörern ein professionelles Radio zu bieten.

### Redaktion
Redaktionelles Arbeiten bedeutet, die Sendungen ständig mit Medieninhalten zu beliefern. Neben Band-Interviews mit internationalen und nationalen Chart-Stürmern liefert das Redaktionsteam auch Hintergrund-Infos zur lokalen Musikszene und jugendgerechte Informationen in und um St. Pölten.
Die Campusradio Redaktion gliedert sich in die Arbeitsbereiche und Ressorts
- News-Redaktion
- Online-Redaktion
- Entertainment
- Musik
- Kunst & Kultur
- Technologie & Wissenschaft
- Umwelt & Gesundheit
- Kino & Medien
- Sport

### Marketing
Das Marketing Team kümmert sich um die Kommunikationsbelange des Campusradio 94.4. Da das Campusradio als Hochschulradio betrieben wird, ist es dem Sender nicht gestattet On-Air-Werbung zu senden.
Zu den Aufgaben des Marketing-Teams zählen:
- Entwicklung der Corporate Identity
- laufende Öffentlichkeitsarbeit
- Erstellen von Kommunikationsmaterialien
- Kontakt zu Sponsoring- und Kooperationspartnern
- Planung und Produktion von Merchandising-Artikeln
- Marktforschung

## Technik
Im Sinne einer zukunftssicheren Ausbildung wurde eine beinahe volldigitale Studioumgebung geschaffen. Darüber hinaus wurden beinahe ausschließlich Geräte eingesetzt, die auch in kommerziellen Studioumgebungen zu finden sind.
Ebenso wird auf Kompatibilität mit bereits an den Fachhochschulstudiengängen vorhandenem Material geachtet, um einerseits Backuplösungen zu haben und andererseits parallel zum laufenden Sendebetrieb ausbilden zu können.